# Tour of the Bahamas
Die Tour of the Bahamas war ein zwischen 2005 und 2012 auf den Bahamas ausgetragener Straßenradsportwettbewerb. 
Das Etappenrennen wurde im Rahmen des nationalen Rennkalenders über drei Abschnitte veranstaltet. Die erste Etappe war jeweils ein Einzelzeitfahren, die zweite Etappe ein Rundstreckenrennen und die dritte Etappe eine Fernfahrt, bei der auch die Hauptstadt Nassau verlassen wurde.

## Sieger
- 2005  Joe Fernandes
- 2006  Ricardo Hernandez
- 2007  Frank Travieso
- 2008  Tyler Farrar
- 2009 keine Austragung
- 2010  Caleb Fairly
- 2011  Chuck Hutcheson
- 2012  Tyler Magner
- 2013 keine Austragung